# Hurts
Hurts ist eine britische Synthiepop-Band aus Manchester. Sie besteht aus Theo Hutchcraft (* 30. August 1986 in Richmond, North Yorkshire) und Adam Anderson (* 14. Mai 1984 in Manchester), die beide zuvor Mitglieder der Bands Daggers und Bureau waren.

## Geschichte
Im Juli 2009 war Hurts Band of the Day auf der Website der britischen Tageszeitung The Guardian. Zudem erreichten sie den vierten Platz bei der renommierten BBC Sound-of-2010-Abstimmung.

### 2010–2011:Happiness
Anfang 2010 veröffentlichten sie ihre erste Single und spielten erste Konzerte. Ihren weltweit ersten Liveauftritt hatten Hurts bei der StyleNite am 22. Januar 2010 im Berliner Friedrichstadtpalast.
Ihr Debütalbum Happiness erschien am 27. August 2010 in Deutschland. Darauf orientieren sich Hutchcraft und Anderson stark am Sound der 1980er Jahre und an ihren musikalischen Vorbildern Pet Shop Boys, Depeche Mode, Tears for Fears oder Frankie Goes to Hollywood. Die 1980er-Jahre und der prägende Sound dieser Dekade (Synthesizer, Drumcomputer, Maschinenbeats etc.) sind der wichtigste Bezugspunkt für die Musik von Hurts.
Im deutschsprachigen Raum konnte die Band mit den Titeln Wonderful Life und Stay große Erfolge feiern. Besonders das erstgenannte Stück konnte sich lange in den Charts halten, darunter 13 Wochen in den deutschen Top 10, wovon es drei Wochen auf Platz 2 verbrachte. Stay fand Verwendung in dem deutschen Film Kokowääh, bei dem u. a. Til Schweiger mitspielte.

### 2012–2013:Exile
Anfang 2012 begannen sie an ihrem neuen Album zu arbeiten. Erstmals aufmerksam auf die neue Platte machte der Titel The Road, der in einem zweiminütigen Promo-Video für das Album verwendet wurde. Seit Mitte Dezember 2012 ist er auf iTunes verfügbar. Ein weiterer Titel, Sandman, wurde für einige Zeit auf der offiziellen Website zum Download bereitgestellt. Um dieselbe Zeit wurden auch das Album-Cover sowie der Titel bekannt gegeben.
Miracle wurde am 11. Januar 2013 erstmals als Vorab-Single in einigen Ländern veröffentlicht. In Deutschland erschien im Februar 2013 vor der eigentlichen Veröffentlichung der Robots Don’t Sleep Remix. Am 22. März 2013 erschien die Single auf dem deutschen Markt als Maxi-CD.
Am 8. März 2013 erschien das Album Exile, aus dem in den folgenden Monaten auch die Songs Blind und Somebody to Die For ausgekoppelt wurden. Alle drei Lieder erreichten die deutschen Charts. Auch die B-Seite von Somebody to Die For, das Lied Ohne Dich, das ein Cover des gleichnamigen Stücks von Selig ist, konnte in den Hitlisten landen.
In Zusammenarbeit mit den House-Produzenten Calvin Harris und Alesso entstand das Lied Under Control. Es orientiert sich weniger an Hurts’ Musikstil, als viel mehr am typischen Progressive-House-Stil der beiden DJs. Anfang November 2013 feierte das Musikvideo seine Premiere. Während die Single in der Schweiz schon am 7. Oktober 2013 veröffentlicht wurde, erschien sie in Deutschland erst am 15. November 2013.

### 2015:Surrender
Das dritte Studioalbum Surrender wurde am 9. Oktober 2015 veröffentlicht. Als erste Vorab-Single erschien in Großbritannien am 28. Mai 2015 der Song Some Kind of Heaven. Am 16. Juli wurde mit Rolling Stone der zweite Song und am 13. August mit Lights der dritte Song veröffentlicht.

### 2017:Desire
Am 29. September 2017 erschien das vierte Album Desire.

### 2020:Faith
Am 15. Mai 2020 veröffentlichten Hurts nach dreijähriger Pause die Single Voices. Am 24. Juni 2020 folgte die zweite Singleauskopplung Suffer des am 4. September 2020 erschienenen fünften Studioalbums Faith. Im Dezember 2023 wurde ein Remake des Songs Wonderful Life in Zusammenarbeit mit dem deutschen Rapper Luciano sowie Sira und 6PM Records veröffentlicht, welches Platz 1 der deutschen Single-Charts erreichte.

## Trivia
In ihrem Plattenvertrag verlangten Theo Hutchcraft und Adam Anderson nach einem Kamm und einem Regenschirm. Hierfür gab es keinen bestimmten Grund, sie wollten lediglich herausfinden, ob sie diese auch bekommen würden. Die Plattenfirma willigte ein und sie bekamen einen Kamm und einen Regenschirm.
Das Album Happiness wurde im Januar 2010 in einem stillgelegten Göteborger Radiosender aufgenommen und von Jonas Quant produziert. Im November 2010 wurde im Berliner Hotel „The Weinmeister“ ein nach ihren Vorstellungen eingerichtetes Zimmer „Hurts Chamber“ genannt. Für die Single Haifisch der NDH-Band Rammstein hat Hurts einen Remix beigesteuert, ebenso wie für die Band The Heartbreaks für die Single Jealous, Don’t You Know, für das Album Falco 3 (25th Anniversary Edition) von Falco den Song Jeanny sowie für Lady Gagas Single Judas. Ebenso haben sie 2011 einen Remix von Mylène Farmers Lonely Lisa produziert. Im Februar 2012 fertigten sie einen Remix des Songs Lied von den Vergessenen der Band Rosenstolz an. Im Februar 2013 coverten Hurts Bruno Mars’ Song Locked Out of Heaven. Es folgte eine Coverversion des Titels Ohne dich der deutschen Band Selig, die im August 2013 als B-Seite ihrer Single Somebody to Die For veröffentlicht wurde.
Bei Live-Auftritten werden Theo Hutchcraft und Adam Anderson in der Regel durch die Studiomusiker Paul Walsham (Drums), Pete Watson (Keys) und Lael Goldberg (E-Gitarre, Bass) unterstützt. Ferner unterstützen seit der „Surrender“-Tour der „House Gospel Choir of London“ bzw. einige seiner Mitglieder beim Backgroundgesang. In der Vergangenheit wurden bis einschließlich der „Exile“-Tour außerdem ein Opernsänger, Harfen-, Geigen- und Saxophonspieler bei Live-Konzerten eingesetzt. All diese Musiker werden allerdings eher selten erwähnt, da Hurts an und für sich nur aus dem Duo Theo und Adam bestehen.

## Diskografie
Studioalben

| Jahr | Titel Musiklabel                  | Höchstplatzierung, Gesamtwochen, AuszeichnungChartplatzierungen (Jahr, Titel, Musiklabel, Platzierungen, Wochen, Auszeichnungen, Anmerkungen) | Höchstplatzierung, Gesamtwochen, AuszeichnungChartplatzierungen (Jahr, Titel, Musiklabel, Platzierungen, Wochen, Auszeichnungen, Anmerkungen) | Höchstplatzierung, Gesamtwochen, AuszeichnungChartplatzierungen (Jahr, Titel, Musiklabel, Platzierungen, Wochen, Auszeichnungen, Anmerkungen) | Höchstplatzierung, Gesamtwochen, AuszeichnungChartplatzierungen (Jahr, Titel, Musiklabel, Platzierungen, Wochen, Auszeichnungen, Anmerkungen) | Höchstplatzierung, Gesamtwochen, AuszeichnungChartplatzierungen (Jahr, Titel, Musiklabel, Platzierungen, Wochen, Auszeichnungen, Anmerkungen) | Anmerkungen                                                 |
| Jahr | Titel Musiklabel                  | DE | AT | CH | UK | US | Anmerkungen                                                 |
| ---- | --------------------------------- | --- | --- | --- | --- | --- | ----------------------------------------------------------- |
| 2010 | Happiness RCA Records (Sony)      | DE2 ×2Doppelplatin · (65 Wo.)DE | AT2 Gold · (49 Wo.)AT | CH2 Platin · (60 Wo.)CH | UK4 Gold · (26 Wo.)UK | — | Erstveröffentlichung: 27. August 2010 Verkäufe: + 2.000.000 |
| 2013 | Exile Epic Records (Sony)         | DE3 Gold · (16 Wo.)DE | AT4 (6 Wo.)AT | CH2 Gold · (17 Wo.)CH | UK9 (8 Wo.)UK | — | Erstveröffentlichung: 8. März 2013 Verkäufe: + 159.411      |
| 2015 | Surrender Columbia Records (Sony) | DE8 (5 Wo.)DE | AT14 (2 Wo.)AT | CH1 (10 Wo.)CH | UK12 (2 Wo.)UK | — | Erstveröffentlichung: 9. Oktober 2015 Verkäufe: + 15.636    |
| 2017 | Desire Sony Music (Sony)          | DE14 (2 Wo.)DE | AT24 (1 Wo.)AT | CH8 (5 Wo.)CH | UK21 (1 Wo.)UK | — | Erstveröffentlichung: 29. September 2017 Verkäufe: + 3.712  |
| 2020 | Faith Lento Records (Sony)        | DE9 (3 Wo.)DE | AT8 (1 Wo.)AT | CH10 (3 Wo.)CH | UK21 (1 Wo.)UK | — | Erstveröffentlichung: 4. September 2020                     |

## Auszeichnungen
Bambi
- 2010: in der Kategorie „Shooting-Star“[27]

Echo Pop
- 2011: in der Kategorie „Bester Newcomer International“[28]

Fonogram Awards
- 2011: in der Kategorie „Best International Album“ (Happiness)[29]

MTV Movie Awards Germany
- 2011: in der Kategorie „Bester Soundtrack in einem deutschen Film“ (Stay)[30]

Musikexpress Style Award
- 2011: in der Kategorie „Best Performer International“[31]

Shockwaves NME Awards
- 2011: in der Kategorie „Best New Band“[32]
- 2012: in der Kategorie „Best Video“ (Sunday)

The Bizarre Awards
- 2010: in der Kategorie „Best Biz Session“[33]

Ultra-Music Awards
- 2010: in der Kategorie „Best International Song of the Year“ (Wonderful Life)[34]

Virgin Music Awards
- 2011: in der Kategorie „Best Group“[35]